# Gopo 2008
A II-a ediție a Premiilor Gopo a avut loc luni, 3 martie 2008 la Sala Tronului a Palatului Regal. Gazda spectacolului a fost actorul Marius Florea Vizante. Juriul de selecție a fost alcătuit din: regizorul Stere Gulea, actrița Dorina Chiriac, criticul de film Irina Margareta Nistor, scenaristul Radu F. Alexandru și criticul de film Iulia Blaga iar premiile au fost acordate pe baza voturilor secrete exprimate de 350 de profesioniști din cinematografie, regizori, scenariști, actori, directori de imagine sau producători.

La această ediție s-au acordat câteva premii în plus față de cele 19 categorii: un premiu special delegatului general al Festivalului de Film de la Cannes, Thierry Frémeaux, pentru sprijinirea filmului românesc, un premiu pentru primul serial românesc "Toate pânzele sus" cu ocazia împlinirii a 30 de ani de la premieră, un premiu pentru performanța anului.

## Nominalizări și câștigători
Filmele nominalizate au fost anunțate pe 4 februarie 2008. Câștigătorii apar cu font îngroșat.

### Cel mai bun film
- 4 luni, 3 săptămâni și 2 zile
  - California Dreamin' (nesfârșit)

### Cel mai bun regizor
- Cristian Mungiu – 4 luni, 3 săptămâni și 2 zile
  - Cristian Nemescu – California Dreamin' (nesfârșit)

### Cel mai bun scenariu
- Cristian Nemescu și Tudor Voican – California Dreamin' (nesfârșit)
  - Cristian Mungiu – 4 luni, 3 săptămâni și 2 zile (film)

### Cel mai bun actor
- Răzvan Vasilescu – Doiaru în California Dreamin' (nesfârșit)
  - Armand Assante – căpitanul Doug Jones în California Dreamin' (nesfârșit)

### Cea mai bună actriță
- Anamaria Marinca – Otilia în 4 luni, 3 săptămâni și 2 zile
  - Maria Dinulescu – Monica în California Dreamin' (nesfârșit)

### Ccel mai bun actor în rol secundar
- Vlad Ivanov – Domnu' Bebe în 4 luni, 3 săptămâni și 2 zile
  - Alexandru Potocean – Adi Radu în 4 luni, 3 săptămâni și 2 zile
  - Ion Sapdaru – Primarul în California Dreamin' (nesfârșit)
  - Andi Vasluianu – soldatul Marian în California Dreamin' (nesfârșit)

### Cea mai bună actriță în rol secundar
- Laura Vasiliu – Găbița în 4 luni, 3 săptămâni și 2 zile
  - Luminița Gheorghiu – Doamna Radu în 4 luni, 3 săptămâni și 2 zile

### Cea mai bună imagine
- Oleg Mutu – 4 luni, 3 săptămâni și 2 zile
  - Liviu Marghidan – California Dreamin' (nesfârșit)
  - Silviu Stavilă – Îngerul necesar

### Cel mai bun montaj
- Cătalin Cristuțiu – California Dreamin' (nesfârșit)
  - Dana Bunescu – 4 luni, 3 săptămâni și 2 zile

### Cel mai bun sunet
- Cristinel Sirli, Cristian Tarnovetchi, Constantin Fleancu, Dana Bunescu – 4 luni, 3 săptămâni și 2 zile
  - Cristinel Sirli, Cristian Tarnovetchi – California Dreamin' (nesfârșit)

### Cea mai bună muzică originală
- Cristian Lolea – Îngerul necesar
  - Petru Margineanu – Logodnicii din America
  - Cristian Matei – După ea

### Gopo pentru cea mai bună scenografie
- Mihaela Poenaru – 4 luni, 3 săptămâni și 2 zile
  - Ioana Corciova – California Dreamin' (nesfârșit)
  - Gheorghe Preda – Îngerul necesar

### Cele mai bune costume
- Ana Ioneci – California Dreamin' (nesfârșit)
  - Dana Istrate – 4 luni, 3 săptămâni și 2 zile
  - Mihaela Ularu – Îngerul necesar

### Cel mai bun film documentar
- Război pe calea undelor – regie Alexandru Solomon
  - Bar de zi și alte povestiri – regie Corina Radu
  - Nu te supara, dar... – regie Adina Pintilie
  - Bela Lugosi, Vampirul căzut – regie Florin Iepan

### Cel mai bun film de scurt metraj
- Valuri – regie Adrian Sitaru
  - Dimineața – regie Radu Jude
  - Interior. Scara de bloc – regie Ciprian Alexandrescu
  - Târziu – regie Paul Negoescu

### Gopo pentru debut
- Tudor Voican – pentru scenariul filmului California Dreamin' (nesfârșit)
  - Laura Vasiliu – pentru rolul Găbița în 4 luni, 3 săptămâni și 2 zile
  - Liviu Marghidan – pentru imaginea la California Dreamin' (nesfârșit)
  - Alex Margineanu – pentru rolul Andrei în California Dreamin' (nesfârșit)

### Gopo pentru întreaga operă
- Jean Constantin

### Cel mai bun film european
- 13–Tzameti – regia Gela Babluani, Georgia/Franța
  - La Science Des Reves – regia Michel Gondry, Italia/Franța
  - Nuovomondo – regia Emanuele Crialese, Franța/Germania/Italia
  - Perfume: The Story Of A Murderer – regia Tom Tykwer,  Spania/Franța/Germania

### Premiul publicului
- 4 luni, 3 săptămâni și 2 zile – 70.953 spectatori
  - California Dreamin' (nesfârșit) – 20.967 spectatori
  - Ticăloșii – 9.139 spectatori 
  - După ea – 7.681 spectatori
  - Îngerul necesar – 1.510 spectatori
  - Logodnicii din America – 1.231 spectatori

### Premiul pentru Performanța Anului
- Cristian Mungiu

### Premiu special
- Toate pânzele sus - 30 de ani de la premieră

## Prezentatori
- Marie Rose Mociorniță: Cel mai bun film documentar
- Actrița Dorotheea Petre și actorul Ion Besoiu: Gopo pentru întreaga carieră
- Delegatul Festivalului de Film de la Cannes Thierry Frémeaux și ministrul Culturii Adrian Iorgulescu: Cel mai bun film
- Regizorul Radu Mihăileanu
- Ambasadorul Franței în România Henri Paul
- Regizorul Corneliu Porumboiu
- Regizorul Radu Jude
- Regizorul Radu Gabrea
- Producătorul Ada Solomon
- Actorul Victor Rebengiuc
- Actrița Adela Popescu:
- Actrița Maria Popistașu:
- Mihaela Rădulescu: Premiul Special
- Dana Deac:
- Dinu Tănase:

## Filme cu multiple nominalizări
| 17 nominalizări - California Dreamin' (nesfârșit) 15 nominalizări - 4 luni, 3 săptămâni și 2 zile 5 nominalizări - Îngerul necesar | 2 nominalizări - Logodnicii din America - După ea |

## Filme cu multiple premii
10 premii
- 4 luni, 3 săptămâni și 2 zile

5 premii
- California Dreamin' (nesfârșit)